# Wolfgang Doeblin
Wolfgang Doeblin, conocido en Francia como Vincent Döblin (Berlín, Alemania, 17 de marzo de 1915-Housseras, Francia, 21 de junio de 1940), fue un matemático franco-alemán.

## Vida
Nacido en Berlín, Wolfgang era hijo del médico y novelista judío-alemán Alfred Döblin y de Erna Reiss. Su familia escapó de la Alemania nazi a Francia, donde obtuvo la nacionalidad francesa. Estudió teoría de la probabilidad en la Universidad de París con Fréchet, y pronto se hizo un nombre como teórico de talento. Se doctoró a los 23 años.
Reclutado en noviembre de 1938, tras negarse a ser eximido del servicio militar, era soldado del ejército francés cuando estalló la Segunda Guerra Mundial en 1939, y fue destinado a Givet, en las Ardenas, como operador telefónico. Allí escribió su último trabajo sobre la ecuación de Chapman-Kolmogorov y lo envió como "pli cacheté" (sobre lacrado) a la Academia Francesa de Ciencias.  Su unidad, enviada en abril de 1940 al sector de Saare, en la línea Maginot, fue sorprendida en mayo por el ataque alemán en las Ardenas, se retiró a los Vosgos y capituló el 22 de junio de 1940. Al verse apartado de su unidad y con las tropas de la Wehrmacht acercándose para hacerle prisionero, Doeblin quemó sus notas matemáticas y luego se pegó un tiro el 21 de junio en un granero cerca del pueblo de Housseras (un pequeño pueblo cerca de Epinal) en los Vosgos.
Inicialmente fue enterrado como soldado desconocido en el cementerio del pueblo; la identificación de sus restos no tuvo lugar hasta 1944. Tras su muerte, sus padres fueron enterrados junto a él en Housseras en 1957.

## Legado
Los logros de Wolfgang Döblin en el campo de la teoría de la probabilidad sólo fueron conocidos cuando se abrió el "sobre sellado" en el 2000, revelando que había obtenido importantes resultados sobre la ecuación de Chapman-Kolmogorov y la teoría de los procesos de difusión, así como el lema de Itô. Según un procedimiento en uso desde el siglo XVII, un "sobre lacrado" sólo puede ser abierto por el propio autor o, en caso de fallecimiento, a petición de sus herederos; en caso contrario, sólo 100 años después de su muerte, por una comisión de la Académie des sciences. Tras la muerte de Wolfgang Döblin, el sobre cayó en el olvido, ya que sólo lo había mencionado en una cláusula subordinada de una carta a su director de doctorado, el matemático Maurice Fréchet. No fue hasta la década de 1980 cuando el matemático e historiador de la ciencia Bernard Bru tropezó con esta mención y la investigó en los archivos de la Academia. Su contenido es considerado por los especialistas la obra cumbre de Döblin. En 2002, otros manuscritos, trabajos preparatorios y documentos de trabajo de Wolfgang Döblin salieron a la luz durante las obras de remodelación de una universidad francesa. 
Su vida fue el tema del libro de 2007 de Agnes Handwerk y Harrie Willems, A Mathematician Rediscovered.
Cuando obtuvo la nacionalidad francesa en 1938, eligió el nombre oficial de Vincent Doblin. Sin embargo, más tarde optó por firmar sus documentos como Wolfgang Doeblin y bajo este nombre se publicaron todos sus trabajos matemáticos y cartas profesionales.

### Artículos
1. Le cas discontinu des probabilités en chaîne. En: Publ. Fac. Sci. Univ. Masaryk, 236, 3-13, 1937, 592
2. Sobre el caso continuo de probabilidades en cadena. En: Rend. Accad. Lincei, 25, 1937, 170-176
3. Sur les chaînes à liaisons complètes (avec R. FORTET). En: Bull. Soc. Math. France, 65, 1937, 132-148
4. Sur l'équation de Smoluchowsky. En: Praktika de l'Académie d'Athènes, 12, 1937, 116-119
5. Sur les propriétés asymptotiques de mouvements régis par certains types de chaînes simples. En: Thèse Sci. Math. París, Bucarest: Imprimerie Centrale.. 1938, et Bull. Soc. Math. Roumaine Sci. 39 (1), 1937, 57-115, 39 (2) 1937, 3-61
6. Sur l'équation matricielle A(t+s)=A(t)A(s) et ses applications aux probabilités en chaîne. En: Bull. Sci. Math., 52, 1940, 21-32, 64 1938 35-37
7. Sur deux problémes de M. Kolmogoroff concernant les chaînes dénombrables. En: Bull. Soc. Math. France, 66, 1938, 210-220
8. Exposé de la Théorie des chaînes simples constantes de Markoff à un nombre fini d'états. En: Rev. Math. Union Interbalkanique, 2, 1938, 77-105
9. Sur les sommes d'un grand nombre de variables indépendantes. En: Bull. Sci. Math., 63, 1939, 23-32, 35-64
10. Sur certains mouvements aléatoires discontinus. En: Skand. Aktuarietidskr., 22, 1939, 211-222
11. Remarques sur la théorie métrique des fractions continues. En: Compositio Math., 7, 1940, 353-371
12. Éléments d'une théorie générale des chaînes simples constantes de Markoff. En: Ann École Norm. Sup., 57, 1940, 61-111
13. Sur l'ensemble des puissances d'une loi de probabilité. En: Studia Math., 9, 71-96 (1940). Reproduit avec un supplément dans Ann. École Normal Sup. 63, 1947, 317-350
14. Sur l'équation de Kolmogoroff, Pli cacheté déposé le 26 février 1940, ouvert le 18 mai 2000. En: C. R. Acad. Sci. Paris, Série I, 331, 2000, 1031-1187

### Comunicaciones enComptes Rendus de l'Academie des Sciences
(PDF en Gallica)
- [CR1] Sur les sommes de variables aléatoires indépendantes à dispersions bornées inférieurement, (con P. LÉVY), En: C. R. Acad. Sci. Paris, 202, 1936, 2027-2029
- [CR2] Sur les chaînes discrèetes de Markoff, En: C. R. Acad. Sci. Paris, 203, 1936, 24-26
- CR3] Sur les chaînes de Markoff, En: C. R. Acad. Sci. Paris, 203, 1936, 1210-1211
- [CR4] Sur deux notes de MM. Kryloff et Bogoliouboff, (con R. FORTET), En: C. R. Acad. Sci. Paris, 204, 1937, 1699-1701
- [CR5] Éléments d'une théorie générale des chaînes constantes simples de Markoff, En: C. R. Acad. Sci. Paris, 205, 1937, 7-9
- [CR6] Premiers éléments d'une étude systématique de l'ensemble des puissances d'une loi de probabilités, En: C. R. Acad. Sci. Paris, 206, 1938, 306-308
- [CR7] Etude de l'ensemble des puissances d'une loi de probabilités, En: C. R. Acad. Sci. Paris, 206, 1938, 718-720
- [CR8] Sur les sommes d'un grand nombre de vecteurs aléatoires, En: C. R. Acad. Sci. Paris, 207, 1938, 511-513
- CR9] Sur l'équation de Kolmogoroff, En: C. R. Acad. Sci. Paris, 207, 1938, 705-707
- CR10] Sur certains mouvements aléatoires, En: C. R. Acad. Sci. Paris, 208, 1939, 249-250
- CR11] Sur un probléme de calcul des probabilités, En: C. R. Acad. Sci. Paris, 209, 1939, 742-743
- CR12] Sur l'équation de Kolmogoroff, En: C. R. Acad. Sci. Paris, 210, 1940, 365-367
- CR13] Sur des mouvements mixtes, En: C. R. Acad. Sci. Paris, 210, 1940, 690-692